# 羽越新干线

羽越新干线的大致规划路线

羽越新干线（日语：／ Uetsu Shinkansen */?）是从富山县富山市经由新潟县新潟市附近、秋田县秋田市附近，连接青森县青森市的基本计划高速铁路线（新干线）。

## 概述
1973年11月15日，根据《全国新干线铁道整备法》第四条第一项的规定，本线被列入《确定开始建设新干线铁道路线基本计划》（昭和48年运输省告示第466号）中，为12条基本计划新干线之一。富山站至上越妙高站与北陆新干线共线，长冈站-新潟站与上越新干线共线。本线建成后，将与北陆新干线、上越新干线、北海道新干线一起，连接大阪府大阪市-新潟县新潟市-青森县青森市-北海道札幌市，构成贯通日本海侧的新干线通道，不经过首都圈即可往返于西日本和北日本之间。
长冈车站的新干线站台目前是2股通过式正线，2个侧式站台（站内编号11、12），2股侧线。在11号站台的对面，有足够的空间可以铺设未使用的铁路和架线。12号站台对面通过增建站房，可以在外面增加站台。通过这种方式，新干线站台可以形成一个2台6线的站场。采用这种结构是为了贯通日本海纵贯新干线（羽越新干线）。

### 假设的停靠站
- 新青森 - 弘前 - （大馆） - （鹰之巢） - （东能代） - 秋田 - （羽后本庄） - （酒田） - 鹤冈 - （村上） - （新发田） - 新潟 - （燕三条） - 长冈 - （柏崎） - 上越妙高 - (糸鱼川） - （黑部宇奈月温泉） - 富山[1]

※括号内的车站快速列车不停靠

## 沿革

### 基本计划的决定
1969年5月30日，内阁会议通过了“新全国综合开发计划”。其中，作为主要开发项目的构想，将通过建设“日本海沿岸新干线铁路”、“上越新干线铁路”、“东北横断新干线铁路（中略），缩短东北地区与首都圈、北海道及区域内相互之间的时间距离，并加强区域间的交流。”在东北地方，建设几条新干线铁路的构想也包括在内。
1970年，全国新干线铁道整备法颁布。根据这项法律，与目的为增强日益紧张的干线运输能力的东海道、山阳新干线不同，以经济发展和地区振兴为目的的新干线得以建设。
1973年11月15日，运输省告示第466号公布了包括羽越新干线在内的12条线路的基本计划。在基本计划中，羽越新干线起自富山市，经过新潟市附近、秋田市附近，到达青森市。

### 争取以标准规格建设的行动
随着整备新干线的建设和开通达到一定程度，山形县启动了 "山形县奥羽新干线·羽越新干线整备实现同盟"，由县政府、国会议员、县议会、市町村、市町村议会和经济界组成，以进一步加速实现奥羽新干线的开发。 2016年5月22日，该联盟正式成立。 同年11月3日，由鹤冈市等领导的 "庄内地区期成同盟会 "改组为 "山形县庄内地区羽越新干线整备实现同盟会"。
2017年8月9日，以奥羽、羽越两条新干线按标准规格建设为目标，以山形县为事务局，沿线6县（青森、秋田、山形、福岛、新潟、富山）由担当课长等组成的“羽越·奥羽新干线关系6县联合项目组”成立，在山形市召开了第一次会议。项目组计划对沿线地区的地区愿景、性价比、建设方式等3个项目进行调查和研究，并将总结的结果运用到向政府提出的游说中，预计2019年完成最终报告书。

### 年表
- 1967年7月：日本国有铁道发布了全国新干线网络的构想。
- 1969年5月30日：新全国综合开发计划内阁会议。
- 1970年5月18日：《全国新干线铁道整备法》颁布。
- 1973年11月15日：昭和48年告示第466号，公布包括羽越新干线在内的12条新干线的基本计划。
- 1982年11月15日：作为上越新干线（大宫站-新潟站）的一部分，长冈站-新潟站开业。
- 2015年3月14日：作为北陆新干线（长野站-上越妙高站-金泽站）的一部分，富山站-上越妙高站开业。
- 2016年
  - 5月22日： “山形县奥羽新干线·羽越新干线整备实现同盟”成立。
  - 11月3日： “庄内地区期成同盟会”改组为“山形县庄内地区羽越新干线整备实现同盟会”。
- 2017年8月9日： “羽越·奥羽新干线关系6县联合项目组”成立。
- 2021年6月21日： “羽越·奥羽新干线关系6县联合项目组”发表了关于预计节省时间和两条新干线的交通运输性价比的首次调查结果。羽越新干线如果按照单线标准规格进行建设，费用为2万6000亿 ~ 2万7100亿日元，性价比为1.21。[2]如果奥羽新干线和羽越新干线两条线都修建的话，性价比为0.47-1.08。[3]

## 既有线的高速化
在新潟县，随着上越新干线和北陆新干线的开通，县内行驶的优等列车被分段，便利性降低，因此将来新干线直通特急列车将在信越本线的长冈站和妙高跃马线的上越妙高站之间（迷你新干线或轨距可变列车）运行，建立日本海纵贯高速铁路体系。
从首都圈到达所需时间较长的新潟县北部和庄内地方，目前还没有直接享受到新干线的便利。为实现羽越本线的高速化，一直在讨论迷你新干线和轨距可变列车等方案，但是从建设费用的角度来看，现在既有线改造方案较受期待。此外，为方便乘客节省时间，结合新潟站附近的连续立体交叉工程，2018年4月15日起，部分上越新干线和既有线列车可进行同台换乘。

## 效果
“山形县奥羽新干线·羽越新干线整备实现同盟”推算，随着羽越新干线（标准规格）的开通，与新潟站换乘上越新干线和既有线的情况相比，东京站和酒田站之间的所需时间将从3小时55分缩短为约2小时40分钟。
“秋田县奥羽·羽越新干线整备促进期成同盟会”推算，随着羽越新干线（标准规格）的开通，与在新潟站换乘上越新干线和新干线的情况相比，东京站和秋田站之间的所需时间将从约5小时50分缩短为约3小时。另外，如果使用秋田新干线，东京站到秋田站之间的所需时间最短为3小时37分钟。
2020年3月由羽越·奥羽新干线建设促进同盟会关系6县联合项目组完成“羽越·奥羽新干线早期实现性价比调查报告书”，根据报告书，从富山到新青森所需时间从现状的4小时28分缩短到3小时2分（缩短86分钟），富山到新潟所需时间由现状的2小时25分至1小时13分（缩短72分钟）；据推算，新潟-秋田将从目前的3小时30分缩短为1小时1分钟（缩短149分钟）。
根据“羽越·奥羽新干线建设促进同盟会关系6县联合项目组”2021年6月21日的发表，东京到鹤冈所需时间为2小时21分钟，秋田到新青森所需时间为46分钟。
|             | 现状          | 羽越新干线(估计) | 节省时间      | 备注              |
| ----------- | ------------- | ---------------- | ------------- | ----------------- |
| 东京-鹤冈   |               | 2小时21分钟      |               | 6县联合项目组估算 |
| 东京-酒田   | 3小时55分钟   | 约2小时40分钟    | 约1小时15分钟 | 山形县估算        |
| 东京-秋田   | 约5小时10分钟 | 约3小时          | 约2小时10分钟 | 秋田县估算        |
| 富山-新青森 | 4小时28分钟   | 3小时2分钟       | 1小时26分钟   | 6县联合项目组估算 |
| 富山-新潟   | 2小时25分钟   | 1小时13分钟      | 1小时12分钟   | 6县联合项目组估算 |
| 新潟-秋田   | 3小时30分钟   | 1小时1分钟       | 2小时29分钟   | 6县联合项目组估算 |
| 秋田-新青森 | 2小时40分钟   | 46分钟           | 1小时54分钟   | 6县联合项目组估算 |